# ミハイル・トゥルキン
ミハイル・パヴロヴィチ・トゥルキン（ロシア語: Михаил Павлович Туркин、1887年11月18日 - 1947年11月10日）は、ロシアの革命家・政治家。

## 生涯

### 前半生
1887年11月18日（ユリウス暦6日）、ロシア帝国ペルミ県ペルミのモトヴィリハ工場付近で労働者階級に生まれた。1896年から1902年まで2年制学校に通う傍ら、地元のスムィシュリャエフ図書館 (ru) にも通い詰めた。
その後はモトヴィリハ工場で働きながら労働者サークルを組織し、1903年にはロシア社会民主労働党に入党してモトヴィリハ工場ストにも参加した（しかし党からは、トゥルキンは指導者としての知識に欠けると見做されていた）。同年10月7日に逮捕され、1904年10月に釈放されるも1905年5月に再逮捕され、同年10月18日に再び釈放された。同月下旬に党ペルミ委員会に加盟し、翌1906年1月にもビラを配布して逮捕された。同月下旬にはペルミを訪れたヤーコフ・スヴェルドロフの知遇を得、3月には地下出版所で働き始めた。しかし6月10日にはまたも逮捕され、10月にはヴェルホトゥーリエ郡のニコラーエフ刑務所中隊に移監されている。翌1907年9月23日には懲役1年および追放刑の判決を受けたが、確定前に保釈された。
その後はビーセルで活動していたが、翌10月31日にまたも逮捕され、1908年10月にはアンガラへ逃亡した。アンガラでは同じく追放者の女性と結婚し、翌1909年11月には現地の社会民主主義組織に参加。1908年10月から1909年3月までと同年11月から翌1910年7月まではアルハンゲリスク刑務所に収監され、同年夏にはペルミへ、次いでロンドンへ脱出。工員として働き、後に妻も呼び寄せて1912年には娘を儲けている。

### 革命後
1914年にはチューリッヒへ移り、1917年の二月革命後にロシアへ帰還。第2回全ロシア・ソビエト大会にも出席し、12月にはボリシェヴィキのペルミ市モトヴィリハ地区委メンバーおよび地区ソビエト執行委責任書記に選出されている。翌1918年5月から7月まではペルミ市食糧委議長、同月から10月まではモトヴィリハ市ソビエト執行委副議長、同月から12月まではペルミ市食糧委参議会メンバーを務めた。
翌1919年1月から3月まではヴャトカ革命委特別委メンバーに就き、7月から9月まではモトヴィリハ革命委書記、同月から翌1920年10月までは党ペルミ郡委書記、同月から翌1921年5月までは党ペルミ県委土曜労働部部長、同月から8月まではモトヴィリハ地区委責任書記、同月から翌9月までは県委責任書記、同月から12月までは県委煽動・宣伝部部長、同月から翌1922年9月までは再度県委責任書記、同月から翌1923年11月までは県委副責任書記を務めた。1920年3月の第9回党大会にも出席している。
同月から1925年12月までは『ズヴェズダ』紙 (ru) 編集者、同月から1927年3月までは党ウラル州委の党史・十月革命史資料収集・調査委議長に就いた。翌1928年4月から8月まではクングル管区 (ru) 組織部部長も務めたが、結核を発症し翌9月に引退。その後1945年から1946年までの数か月間『ズヴェズダ』編集部で再度働いたが、翌1947年11月10日にモロトフで死去した。その名はモトヴィリハ地区の通りに残されている。